# Lehavim
Lehavim (Hebreeuws: לְהָבִים) is een stad in het zuidelijke district van Israël, in het noorden van de Negev. De stad is in 1983 gesticht en ligt 15 kilometer ten noorden van Beër Sjeva. In 2009 had Lehavim 6.000 inwoners.

## Geschiedenis

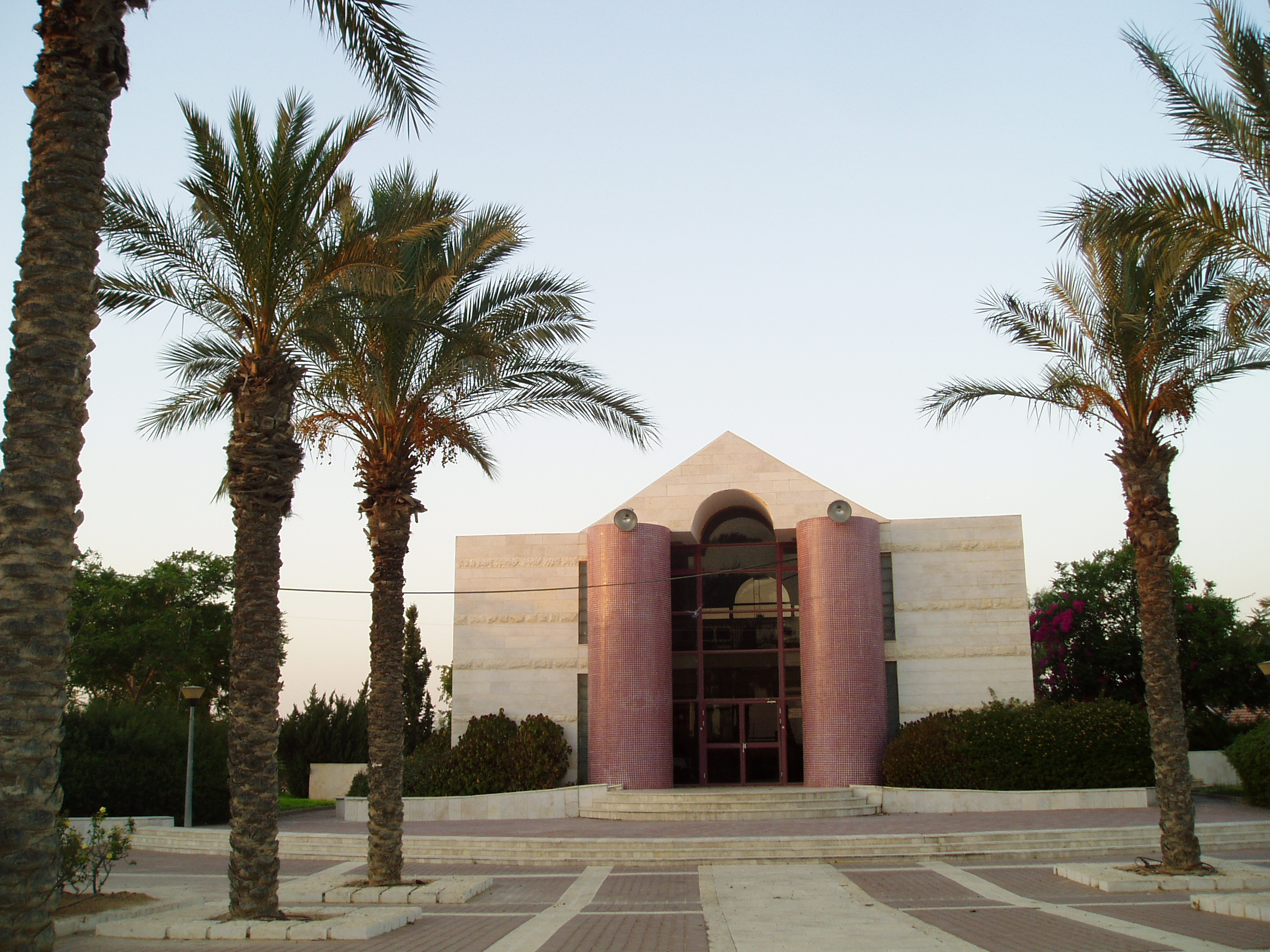
Lehavim synagogue

Lehavim heette oorspronkelijk Givat Lahav. De stad beslaat een oppervlakte van 2,5 km² en is een van de drie satellietsteden van Beër Sjeva, de andere twee zijn Omer en Meitar. De meeste inwoners pendelen naar Beër Sjeva voor hun werk. In Lehavim wonen voornamelijk mensen van de midden- en hogere klasse, in veelal vrijstaande huizen die worden omgeven door palmbomen en tuinen. In de stad staat een bibliotheek, streekclub, kleuterscholen, een school, twee synagoges en een commercieel centrum. In 1988 verwierf Lehavim stadsrechten.
Volgens het Israëlische CBS is Lehavim een van de welvarendste gemeentes in Israël, de stad krijgt een 9 op een schaal van 10 wat betreft de socio-economische status van de inwoners.

## Vervoer
Lehavim bevindt zich dicht bij de kruising van Snelweg 40 (Beër Sjeva–Tel Aviv) en Snelweg 31 (Arad–Rahat), die bekendstaat als het knooppunt Lehavim. Het treinspoor van Lod naar Beër Sjeva loopt door dit knooppunt. Het treinstation van Lehavim, dat in 2007 in het westen van de stad in gebruik werd genomen, alsmede de nabijheid van Snelweg 6, hebben gewerkt als een economische katalysator.